# 在日ビルマ市民労働組合
在日ビルマ市民労働組合（ビルマ語: မြန်မာနိုင်ငံသားအလုပ်သမားသမဂ္ဂအဖွဲ့ချုပ်、英語: Federation of Workers’ Union of the Burmese Citizen in Japan、略称: FWUBC / FWUBC–Japan）は、2002年に設立された在日ビルマ人（在日ミャンマー人）の労働組合で、近年では主にビルマ人技能実習生の労働条件向上や労使紛争解決を支援している。2019年4月時点で約130名の会員を擁する。
2022年9月現在、ミンスイ（ビルマ語: ဦးမြင့်ဆွေ、英語: Myint Swe）が会長を務めている。

## 名称
1989年6月18日、ビルマ（ミャンマー）軍事政権は国号をビルマからミャンマーに改称。日本国政府は軍事政権を承認して日本語の呼称をミャンマーと改めたが、軍事政権を認めない立場から敢えて旧称のビルマを使う人権団体も少なくない。在日ビルマ市民労働組合（FWUBC）も、反軍政の立場から旧称のビルマを使い続けている。

## 沿革
2002年4月28日、在日ビルマ市民労働組合（FWUBC）が東京港区の友愛開館会議室で結成された。初代会長は、ビルマ（ミャンマー）民主化闘争の活動家ティンウィン（ビルマ語: ဦးတင်ဝင်း、英語: Tin Win）である。FWUBCはビルマ労働組合連盟（Federation of Trade Unions of Burma: FTUB）の傘下組織として位置付けられていた。FWUBCは結成当初、在日ビルマ市民工場労働組合（Factory Workers Union of Burmese Citizen - Living in Japan）としていたが、飲食店で働く組合員が増えたため、実態に合わせてアクロニムはそのままに現名称へと改称した 。JAMは2002年4月26日、中央執行委員会においてFWUBCを友好組織と位置付けた。JAMはFWUBCへのさまざまな活動支援を行なっているが、財政的には支援していない。
東京法務局北出張所にて、国内所在地「東京都北区田端5丁目14-10 高台マンション303」で法人登記。
2015年、ティンウィンがFWUBC会長を退いてビルマ（ミャンマー）へ帰国し、同じく民主活動家で結成当初からFWUBC役員を務めていたミンスイ（ビルマ語: ဦးမြင့်ဆွေ、英語: Myint Swe）が後任の会長となった。
2017年8月1日、FWUBCの登記上の国内所在地が「東京都中野区江原町3丁目28の7 大洋江原マンション403」に変更された。
2020年1月、FWUBCは総会にてJAM正式加盟を決定した。なお、FWUBCは前述の技能実習生保護における連携に止まらず、結成当初よりJAMと緊密な協力関係にあった。
2021年2月1日に国軍がビルマ（ミャンマー）でクーデターを断行すると、同国では自称「治安部隊」が丸腰の市民を銃撃して殺害するなど国軍による人権蹂躙が常態化。2月4日、東京都港区の友愛会館にてJAMと協同で国軍のクーデターに反対する抗議声明を発出し、国軍に向けて拘束者の無条件での解放や民主的政権の再開などを求めた。

## 主な活動

### 労働相談
FWUBCは結成当初から労働相談を行なっている。FWUBCの結成当初は、居酒屋やラーメン店に勤める在日ビルマ人（在日ミャンマー人）の雇用問題や賃金未払い問題などの相談が多かった。その後は労働相談が少なくなった時期もあったが、近年は技能実習生からの相談が寄せられるようになっている。

### 医療相談
組合員に対して無料で医療相談を行う協力者の医師がおり、組合員の健康や医療面のサポートを行っている。

### 組合員のためのワークショップ
労働法、社会保障制度、入管法、健康管理の知識など日本で生活する上で必要な知識を得るためのワークショップを開催している。

### ビルマ民主化運動支援
FWUBCは長年にわたり、在日ビルマ人団体と協調して大使館前のデモや民主化運動支援、軍事政権への批判を続けている。

### 技能実習生支援
FWUBCとJAMは技能実習生の労働環境を保護するべく活動を行っており、FWUBCとJAMが動いた結果、技能実習法に違反した受け入れ企業と監理団体の技能実習生受け入れ許可が取り消しになったケースも存在する。2018年7月3日には、岐阜県岐阜市の繊維メーカー株式会社キングスタイルで最低賃金法違反、労働基準法違反かつ違法な長時間労働で働かさせられていたビルマ人技能実習生5人を保護するため、ものづくり産業労働組合（JAM）と協同して現地での団体交渉に臨んだ。